# 球兰
球兰（学名：Hoya carnosa）是夹竹桃科蘿藦亚科球兰属的植物。雖名稱中有「蘭」，但與一般常見的蘭花不同科。

## 形态
卵形至卵状长圆形的肉质叶子对生；春季开白色花，聚伞花序，生于叶腋；线形蓇葖果。
一种美丽的室内观赏花，香味强烈而无毒。花蜜可食。

## 分布
分布于台湾以及中国大陆的广西、福建、广东、云南等地，生长于海拔260米至1,200米的地区，一般生长在树上、平原以及石上，目前已有上海辰山植物园引用种植。

## 别名
毬蘭、櫻蘭、天蝶梅、塑膠花、爬岩板、草鞋板（广东）；马骝解、狗舌藤、铁脚板（广西）；壁梅、雪梅、绣球花、肺炎草（福建）；玉蝶梅、玉叠梅（植物名实图考）

## 异名
- Hoya carnosa (L. f.) R. Br. var. gushanica W. Xu
- Hoya carnosa (L. f.) R. Br. var. marmorata Hort.

## 延伸阅读
[在维基数据编辑]
 《植物名實圖考·玉蝶梅》，出自吳其濬《植物名實圖考》

## 外部連結
- 球蘭 Qiulan （页面存档备份，存于） 藥用植物圖像數據庫 (香港浸會大學中醫藥學院) （繁體中文）（英文）